# Димитър Запрев
Димитър Запрев е български революционер, неврокопски войвода на Вътрешна македоно-одринска революционна организация.

## Биография
Запрев е роден в неврокопското село Старчища, тогава в Османската империя, днес Перитори, Гърция. Влиза във ВМОРО и в 1903 година е четник при Гоце Делчев. Участва в атентата при Ангиста. След това става войвода в Неврокопско. Загива между Горна и Долна Сингартия в 1909 година.